# Mukesh Ambani
Mukesh Dhirubhai Ambani (Áden, 19 de abril de 1957) é um empresário indiano e o residente mais rico da Ásia. Ele é o presidente do conselho, CEO e o maior acionista da Reliance Industries Limited (RIL), a maior empresa indiana do setor privado e uma companhia Fortune 500. Suas ações pessoais na Reliance Industries somam 44,7%.
Sua fortuna é avaliada em US$ 50 bilhões de acordo com a Forbes, fazendo dele o 1º indiano mais rico e o 36º mais rico do mundo em 2016.
Mukesh e seu irmão mais novo Anil são filhos do fundador da Reliance Industries, Dhirubhai Ambani. É proprietário da casa mais cara do mundo .